# Stjepan Gabrijel Meštrović
Stjepan Gabrijel Meštrović (Zagreb, 12. ožujka 1955.), američki je sociolog. Stručnjak je za pitanja ratnih zločina.

## Životopis
Stjepan Gabrijel Meštrović rođen je u Zagrebu 1955. godine. Sin je hrvatskoga novinara Tvrtka Meštrovića, a unuk hrvatskoga kipara, arhitekta i književnika Ivana Meštrovića. U dobi od osam godina s majkom Terezijom i bratom Ivanom Domagojem odselio je u SAD gdje je nastavio školovanje. Godine 1976. diplomirao je psihologiju i društvene odnose na Harvardovome sveučilištu. Godine 1977. na istome sveučilištu magistrirao je na polju obrazovanja i kliničke psihologije, a 1979. godine magistrirao je bogoslovlje. Godine 1982. doktorirao je sociologiju na Sveučilištu Syracuse (obranio je tezu In the Shadow of Plato: Durkheim and Freud on Suicide and Society, U sjeni Platona: Durkheim i Freud o samoubojstvu i društvu). Od 1989. godine profesorom je sociologije na Sveučilištu Texas A & M.
Bio je stručnim svjedokom na haaškim suđenjima za ratne zločine počinjene u Bosni i Hercegovini, te i u američkim procesima koji su bili vođeni poradi mučenja zatvorenika u zatvoru Abu Ghraibu.

## Djela
- Emile Durkheim and the Reformation of Sociology, Roman and Littlefield, 1987.
- The Coming Fin de Siecle: An Application of Durkheim's Sociology to Modernity and Postmodernity, Routledge, London, 1991. (repr. 2013.)
- Durkheim and Postmodern Culture, Aldine de Gruyter, Berlin, 1992.
- The Road From Paradise: The Possibility of Democracy in Eastern Europe, University of Kentucky Press, Lexington, 1993.
- Habits of the Balkan Heart: Social Character and the Fall of Communism, Texas A&M University Press, 1993. (suautori Slaven Letica i Miroslav Goreta)[4]
- The Barbarian Temperament: Towards a Postmodern Critical Theory, Routledge, London, 1993.
- The Balkanization of the West: The Confluence of Postmodernism With Postcommunism, Routledge, London, 1994.
- Genocide After Emotion: The Postemotional Balkan War, Routledge, London, 1995.
- This Time We Knew: Western Responses to Genocide in Bosnia, (suurednik: Thomas Cushman),[5] New York University Press, 1996.
- Postemotional Society, Sage, London, 1997. (tur. prijevod 1997.)
- The Conceit of Innocence: How the Conscience of the West was Lost in the War against Bosnia, Texas A&M University Press, 1997.
- Anthony Giddens: The Last Modernist, Routledge, London, 1998. (kin. prijevod 2008.; ponovno izd. 2013.)
- Thorstein Veblen on Theory, Culture and Society, Texas A&M University, 2003.
- The Trials of Abu Ghraib: An Expert Witness Account of Shame and Honor, Paradigm Publications, Boulder, CO, 2007.
- Srce od kamena: moj djed: Ivan Meštrović, Mozaik knjiga, Zagreb, 2007.
- Rules of Engagement? A Social Anatomy of an American War Crime--Operation Iron Triangle, Iraq, Algora, New York, 2008.
- The Good Soldier on Trial: A Sociological Study of Misconduct by the U.S. Military Pertaining to Operation Iron Triangle, Iraq, Algora, New York, 2009.
- The Coming Fin de Siecle: An Application of Durkheim’s Sociology to Modernity and Postmodernity, Routledge, London, 2010.
- Strike and Destroyy: When Counter-Insurgency [COIN] Doctrine Met Hellraiser’s Brigade or, the Fate of Corporal Morlock, Algora, New York, 2012.
- The Postemotional Bully, Sage, London, 2015.